# ميليسا كوتس
ميليسا كوتس هي مصارعة محترفة وعارضة وممثلة كندية، ولدت في 18 يونيو 1971 في ثاندر باي في كندا.

## وصلات خارجية
- ميليسا كوتس على موقع WrestlingData.com (الإنجليزية)
- ميليسا كوتس على موقع CageMatch worker (الإنجليزية)
- ميليسا كوتس على موقع قاعدة بيانات المصارعة على الإنترنت (الإنجليزية)
- ميليسا كوتس على موقع عالم المصارعة على الإنترنت (الإنجليزية)
- ميليسا كوتس على موقع عالم المصارعة على الإنترنت (الإنجليزية)
- ميليسا كوتس على موقع IMDb (الإنجليزية)
- ميليسا كوتس على موقع قاعدة بيانات الفيلم (الإنجليزية)